# Ondřej Dostál

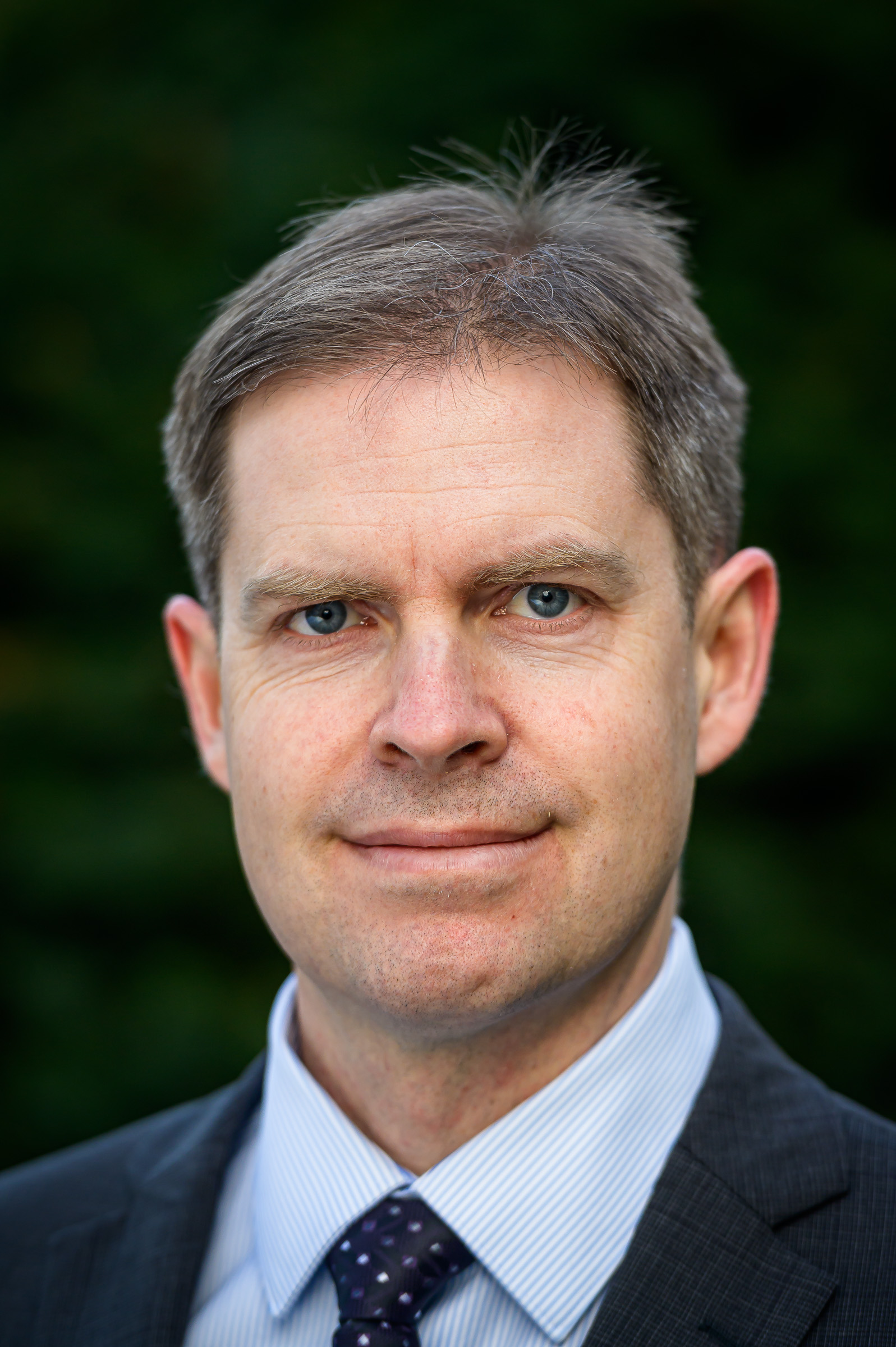
Dostál (2021)

Ondřej Dostál (* 25. Januar 1979) ist ein tschechischer Rechtsanwalt, Hochschullehrer und parteiloser Politiker. Seit Juli 2024 ist er Mitglied des Europäischen Parlaments und seit September 2024 Vertreter der Region Pilsen.

## Leben
Ondřej Dostál absolvierte die juristische Fakultät der Karls-Universität in Prag, studierte außerdem in Österreich und dank eines Fulbright-Stipendiums als Postgraduierter in den USA. Seit 2003 ist er an der Karls-Universität und am Institut für Postgraduiertenausbildung im Gesundheitswesen tätig. Beruflich befasst er sich vor allem mit der Regulierung des Krankenversicherungssystems, der Erstattung von Gesundheitsleistungen, der Organisation medizinischer Einrichtungen und den Rechten der Versicherten.
Er engagierte sich in der Tschechischen Piratenpartei, deren Mitglied er von Februar 2021 bis September 2022 war. Im Dezember 2021 entschloss er sich aufgrund unterschiedlicher Wertepositionen, das beratende Regierungsteam der Koalition aus Piraten und der STAN-Bewegung zu verlassen. Im März und April 2023 trat er als Redner auf von Jindřich Rajchl organisierten regierungsfeindlichen Demonstrationen auf.
Er vertrat das Krankenhaus in Třebíč im Fall des Kinderaustauschs. Während der Covid-19-Pandemie bestritt er vor Gericht die Rechtmäßigkeit der erlassenen Beschränkungen. Im Jahr 2006 gewann er die Auszeichnung „Anwalt des Jahres“ in der Kategorie „Talent des Jahres“.
Der YouTube-Kanal „Aby bylo Jasno“ von Jana Bobošíková und Hana Lipovská sendet ab Mai 2023 einmal pro Woche die Sendung „Legal Jungle“, in der es vor allem um Gesundheitsrecht und politische Ereignisse geht. Vor den Wahlen zum Europäischen Parlament im Juni 2024 erklärte er, dass er seine Sendungen auch dann fortsetzen werde, wenn er zum Europaabgeordneten gewählt würde.
Bei den Wahlen zum Europäischen Parlament im Juni 2024 trat er als parteiloser Kandidat für die SD-SN auf dem zweiten Platz der Kandidatengruppe „Stačilo!, Koalition aus KSČM, SD-SN und ČSNS“ an. Er erhielt 24.403 Vorzugsstimmen und wurde einer von zwei Europaabgeordneten der Koalition Stačilo!. Im Parlament blieb er fraktionslos, schloss sich nach der Wahl aber der Europäischen Partei Europäische Christliche Politische Bewegung (ECPM) an.
Bei den Regionalwahlen 2024 trat er als Kandidat der Koalition STAČILO! auf dem 2. Platz in der Region Pilsen an. Aufgrund der Vorzugsstimmen belegte er jedoch den ersten Platz und wurde zum Vertreter der Region.